# Eric Edelstein
Eric Edelstein, född 23 april 1977 i Maryland, är en amerikansk skådespelare.
Edelstein har bland annat medverkat i TV-serien Clarence (2013-2017) och Minx från 2022. Han har även medverkat i filmerna The Hills Have Eyes 2 från 2007 och Jurassic World från 2015.

## Filmografi (i urval)
- 2007 – The Hills Have Eyes 2
- 2009 – Hundpensionatet
- 2013–2017 – Clarence (TV-serie)
- 2014–2019 – Bara björnar (TV-serie)
- 2015 – Jurassic World
- 2022 – Minx (TV-serie)